# Família Scarlatti
A família Scarlatti foi uma família italiana de origens sicilianas notabilizada pela sua dedicação à música, tendo produzido alguns nomes destacados neste campo, em especial Alessandro e Domenico, que deram uma relevante contribuição para a história da música.

## Origens
O fundador da família foi Pietro Scarlata (Trapani, ? — Palermo, c. 1678), radicado em Palermo aparentemente como cantor, onde casou com Eleonora d’Amato, tendo com ela oito filhos, mas apenas chegaram à idade adulta Alessandro, Anna Maria, Melchiorra Brigida, Francesco e Tommaso. A família parece ter sido pobre, mas todos os meninos eram dotados de talento musical. Em torno de 1771 Alessandro e suas irmãs foram enviados a Roma para viver com parentes. Os outros meninos se tornaram estudantes no Conservatório de Nápoles, mantidos pela beneficência pública.

## Primeira geração

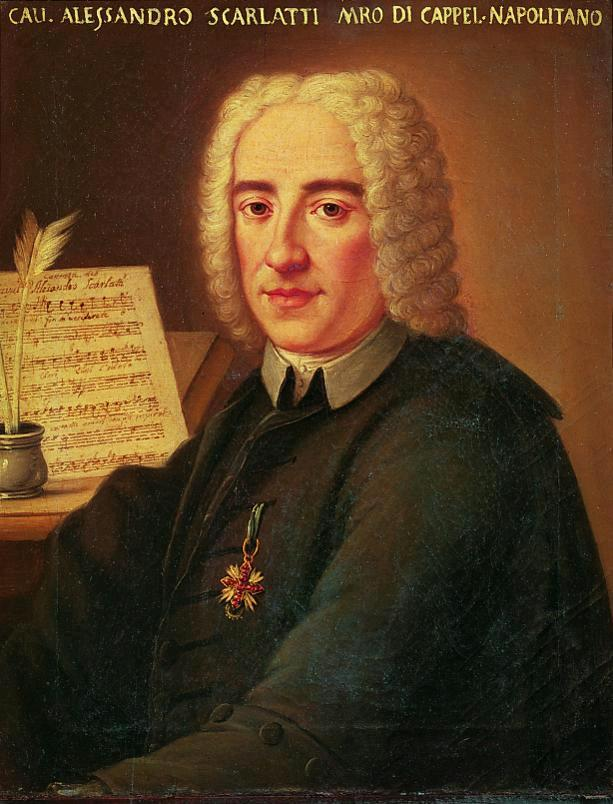
Alessandro Scarlatti

Alessandro Scarlatti (Pietro Alessandro Gasparo, Palermo, 2 de maio de 1660 — Nápoles, 2 de outubro de 1725) foi o primeiro a fazer renome. Sua educação musical é obscura, mas ganhou fama continental como compositor de óperas e cantatas. A primeira ópera, Gli equivoci nel sembiante (1679), encomendada pela Arquiconfraria do Santíssimo Sacramento e apresentada no Teatro Capranica de Roma, foi um grande sucesso, o que lhe valeu o patrocínio da ex-rainha Cristina da Suécia, que o tornou seu mestre de capela, cargo que ocupou também na Igreja de San Giacomo degli Incurabili. Em 1716 o papa o fez cavaleiro. Depois desenvolveu sua carreira entre Veneza, Florença e especialmente Nápoles, onde foi nomeado compositor da corte, mostrando uma excepcional fecundidade musical. Escreveu 115 óperas, 150 oratórios e mais de 500 cantatas, além de muitas missas e motetos. Também deixou um grande número de composições instrumentais, especialmente para o órgão, no qual era um virtuoso. É considerado o fundador da escola napolitana de ópera e um renovador do gênero, além de ter contribuído para o desenvolvimento do estilo clássico na Itália e para a consolidação da abertura italiana em três movimentos, de grande importância para a evolução das formas da sonata e da sinfonia clássicas. Casado com Antonia Anzalone, dos seus dez filhos aparentemente só cinco sobreviveram à infância: Domenico, Flaminia, Pietro Filippo, Nicolo e Carlo.
Francesco Scarlatti (Palermo, 5 de dezembro de 1666 – Dublin, c. 1741), depois de graduar-se no Conservatório de Nápoles, foi nomeado violinista da Capela Real. Em 1690 casou com Rosalinda Albano, com quem teria cinco filhos. Em 1691 foi chamado a Palermo para resolver assuntos familiares, e pouco se sabe de sua vida depois disso. Teve dois oratórios de sua autoria apresentados em Roma em 1699, e em 1711 uma ópera cômica foi apresentada em Aversa. Em 1719 viajou Londres, onde parece ter-se ocupado como instrumentista de orquestras teatrais, parece ter vivido na pobreza, e alguns concertos foram realizados em seu benefício. Foi convidado a juntar-se à capela do duque de Chandos, mas por razão ignorada não aceitou. Em 1724 estava em Dublin, onde passou o resto de sua vida em condições obscuras. Sabe-se que já estava viúvo e casou-se novamente com uma certa Jane, e viveu como cravista e mestre de música de algum conjunto. Sua produção conhecida é pequena. Além das obras citadas, restam mais três salmos, uma cantata, partes de uma missa e 11 concertos grossos.
Anna Maria e Melchiorra Brigida foram cantoras ativas em Roma e Nápoles, Melchiorra casou com Nicola Pagano, contrabaixista na corte de Nápoles, e faleceu em 1736 com 82 anos, deixando um filho, Michael, pintor de algum renome. Tommaso, falecido em Nápoles em 1760, também seguiu a carreira de cantor, empregado na Capela Real de Nápoles, onde como tenor apareceu em várias óperas sérias e cômicas. Casou com Antonia Carbone, gerando dez filhos.

## Segunda geração

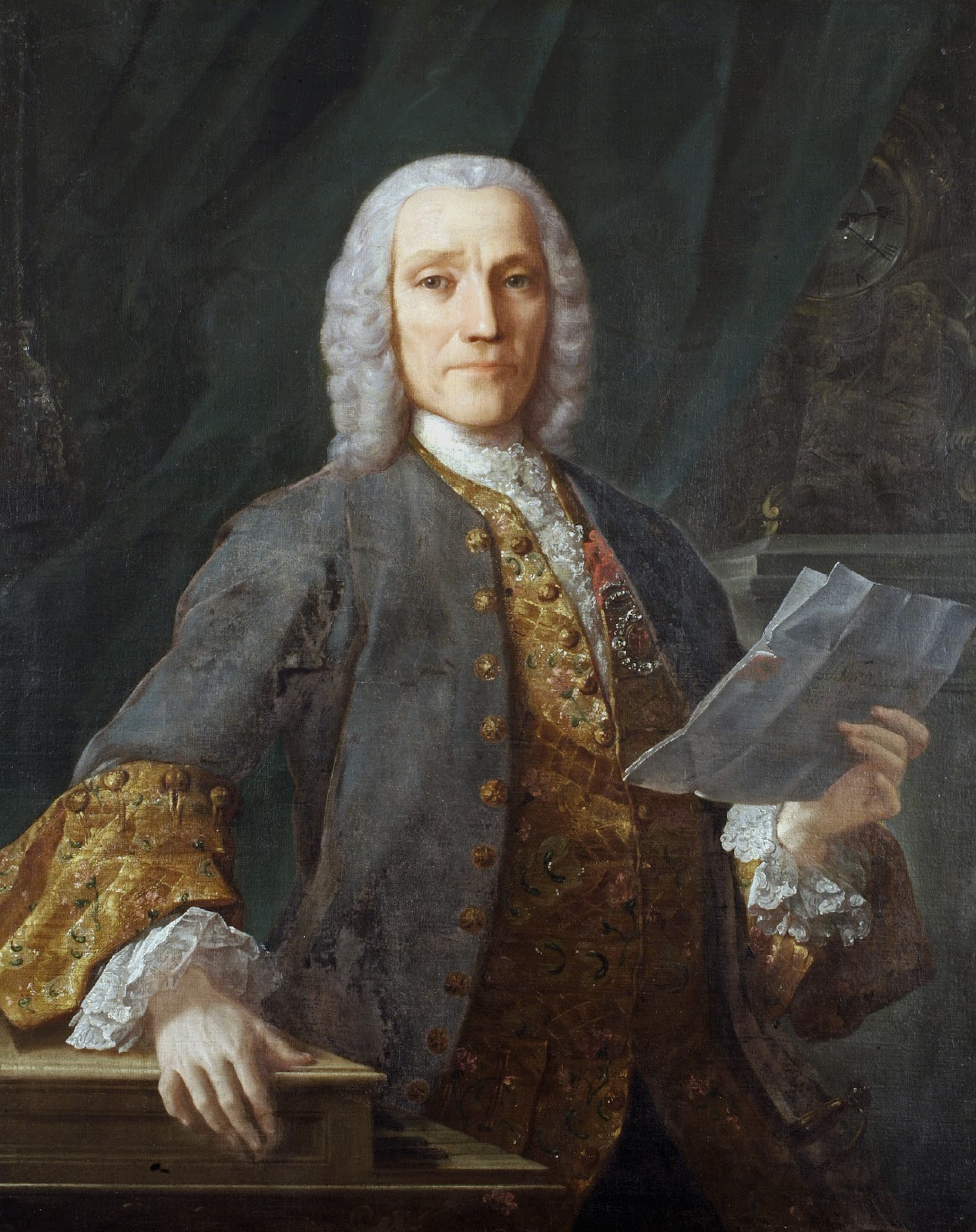
Domenico Scarlatti

Filho de Alessandro, Domenico Scarlatti (Nápoles, 26 de outubro de 1685 — Madri, 23 de julho de 1757) começou sua carreira como organista e compositor da corte de Nápoles. Fez algumas viagens a Florença e Veneza, e em 1707 estava em Roma, onde permaneceria por mais de 12 anos como maestro e compositor para a rainha viúva da Polônia e o Marquês de Fontes, e a partir de 1713 como maestro na Capela Júlia do Vaticano. Em 1719 renunciou aos seus cargos em Roma e aparentemente passou alguns anos em Palermo, antes de empregar-se na corte de Lisboa, onde deu aulas de teclado para filhos de D. João V. Quando a infanta Maria Bárbara casou com o príncipe herdeiro espanhol, em 1729, Scarlatti seguiu-a para Sevilha e depois, em 1733, para Madri, onde passou o resto da vida. Continuou a compor para voz e para instrumentos, e suas óperas, cantatas e música sacra têm grande qualidade, mas sua grande fama repousa principalmente sobre suas sonatas para teclado, altamente apreciadas pela inventividade, virtuosismo e ousadia harmônica, em que prefigura a forma da sonata clássica. Em 1738 foi feito cavaleiro de São Tiago pelo rei João V de Portugal. Casou duas vezes: em 1728 com Maria Catarina Gentili, e em 1739 com Anastasia Maxarti Ximenes. Nenhum de seus nove filhos se tornou músico.
Pietro Filippo Scarlatti (Roma, 5 de janeiro de 1679 — Nápoles, 22 de fevereiro de 1750), outro filho de Alessandro, foi mestre de capela da Catedral de Urbino e em 1708 mudou-se para Nápoles, onde trabalhou como organista da corte. Sua obra compreende algumas cantatas e um grande grupo peças para teclado. Também dedicou-se à ópera, mas só há registro de uma obra encenada, Clitarco (1728), cuja partitura foi perdida. Deixou os filhos Anna e Alessandro II.
Flaminia Scarlatti aparentemente foi uma cantora amadora. Seu irmão Nicolo entrou para a Igreja, tornando-se abade, e seu outro irmão, Carlo, foi pintor.

## Terceira geração
Giuseppe Scarlatti (Nápoles, c. 1718/1723 — Viena, 17 de agosto de 1777), de pai incerto (Charles Burney disse que era um sobrinho de Domenico), estreou suas primeiras composições em Roma, e depois foi ativo em Florença, Milão, Pisa, Lucca, Turim, Veneza, Barcelona e Viena. Foi celebrado em seu tempo como cravista e professor de cravo e compositor de óperas sérias e cômicas, mas hoje sua produção está bastante esquecida. Deixou também algumas serenatas, sonatas para teclado e música sacra. Casou com Barbara Stabili e depois com Antonia Lefebvre, que lhe deu um filho.
De Alessandro II, filho de Pietro Filippo, pouco se sabe. Foi organista e tentou sem sucesso herdar o cargo de seu pai na Capela Real de Nápoles.